# 塞济布瓦河
塞济布瓦河（Sezibwa）是位于东非的乌干达中部一条河流。该名字是卢干达语短句“sizibwa kkubo”译文...“我的征程不可阻挡”派生出来的。

## 位置
塞济布瓦河位于乌干达南部中央地区,它起发源于维多利亚湖（Lake Victoria）与基奥加湖（Lake Kyoga）之间的湿地，西至维多利亚尼罗河（Victoria Nile），该河流向偏北，直接注入基奥加湖。塞济布瓦河的源头位于布伊奎区Ngogwe镇附近，坐标为：经度33.0050度、纬度0.27度。塞济布瓦河在卡永加区（Kayunga District）附近Galilaya镇附近，坐标：经度32.8150度、纬度1.3700度，注入基奥加湖。塞济布瓦河的长度从源头到终点约为150公里（93英里）。它的源头在布伊奎区，但在进入卡永加区之前，该河也流经了穆科诺区。

## 塞济布瓦瀑布
塞济布瓦瀑布位于穆科诺区，距乌干达首都以东约20英里，沿坎帕拉-金贾高速公路与坎帕拉相连。这个地方属于布干达遗址。其特点是嶙峋兀凸的岩石和降落在峻峭山石上所发出的磅礴瀑布声。
据传说，有两条河流分别以塞济布瓦和她的兄弟布万达（Bwanda）命名，他俩是一位叫纳坎古·特巴特萨（Nakangu Tebatesa）的女人，在前往卡乌玛·布昆贾（Kavuma Bukunja）的路上，所生下的二股孪生水流，她的丈夫恩苏布伽·塞布瓦托（Nsubuga Sebwaato）后来在梦中得到启示，他的妻子生下了二条河流。塞济布瓦河向西，绕过许多障碍并由此得出它的名字，而布万达河朝东，流向恩耶加（Nyenga）。很多人为了奇迹而来到这个地方，因为，他们相信此处存在超自然的力量。
该瀑布高度为7米，周围树丛中鸟音袅绕，风景秀丽，是一处休闲、度假的胜地，攀岩、观鸟是这里的主要活动。地质学家以及其他科学家频繁光顾该地方。在周围的森林中的野生动物，包括灌木猴、红尾猴和其他灵长类动物及鸟类。

## 图片
- 济布瓦瀑布照片[永久]